# Torymus theon
Torymus theon är en stekelart som först beskrevs av Walker 1843.  Torymus theon ingår i släktet Torymus och familjen gallglanssteklar. Inga underarter finns listade i Catalogue of Life.